# Genesis G90

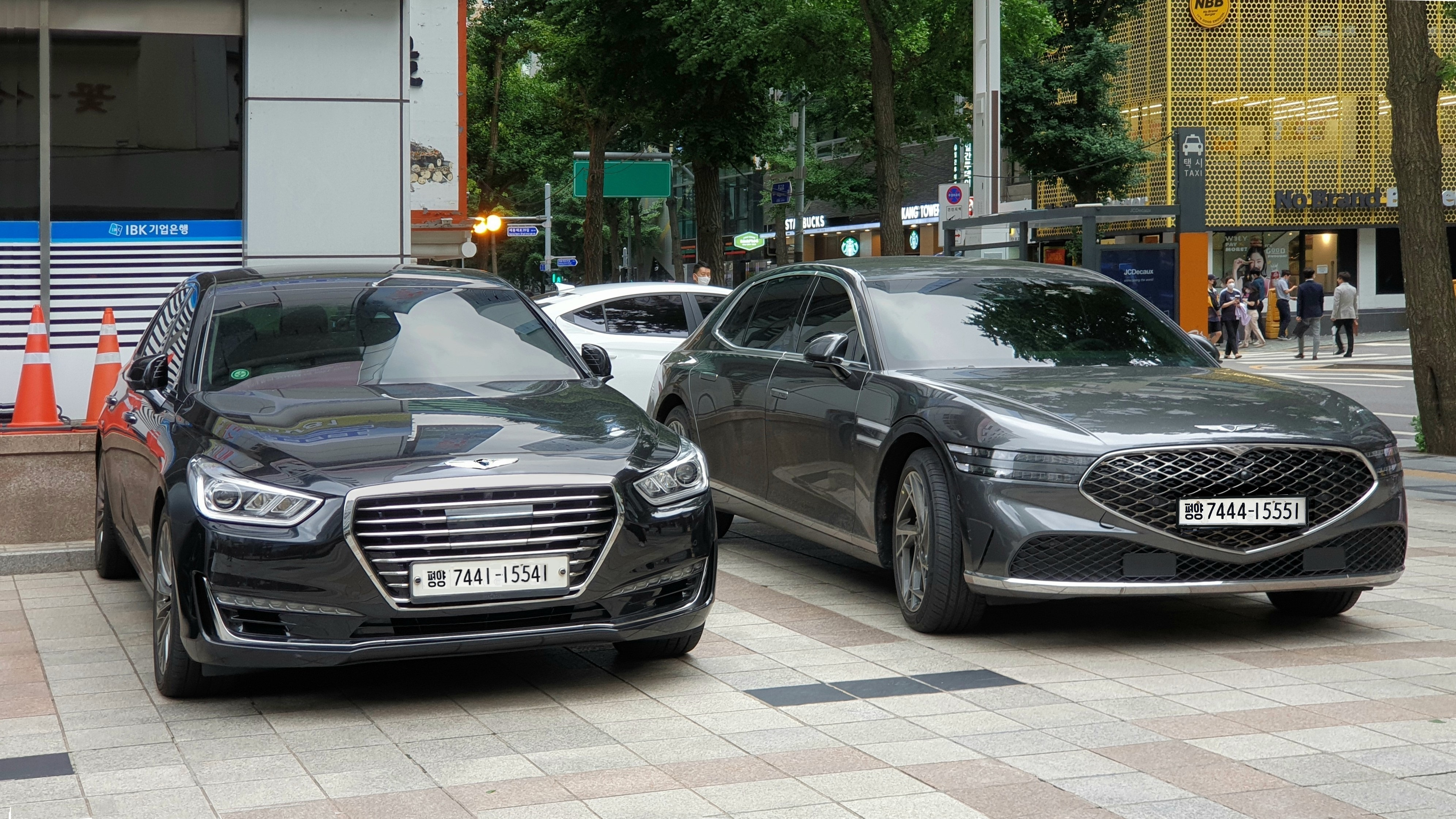
Beide Generationen des Genesis G90

Der Genesis G90 ist das erste Fahrzeug der zur Hyundai Motor Company gehörenden Marke Genesis und ist seit 2016 auf dem Markt. Er ist das Nachfolgemodell des Hyundai Equus. In Europa wurde die Limousine im Juli 2023 auf dem Goodwood Festival of Speed vorgestellt.

## Erste Generation (2016–2022)
Auf dem Heimatmarkt in Südkorea wurde das Fahrzeug bis zum Facelift 2019 als Genesis EQ900 verkauft. Es war auch in einer um 29 Zentimeter verlängerten Version erhältlich (Genesis EQ900L). Die Gestaltung stammte von Peter Schreyer. Mit 5,20 m übertraf der Wagen die damalige Mercedes-S-Klasse mit nicht verlängertem Radstand um 9 cm in der Länge und etwa 2 cm in der Breite. Im November 2019 präsentierte der Hersteller auf der LA Auto Show eine überarbeitete Version, deren Design Luc Donckerwolke verantwortete. Der Wagen wurde nun auch in seinem Heimatmarkt Südkorea als „G90“ verkauft.
Das Fahrzeug ist unter anderem mit Head-up-Display, belüfteten Sitzen und Fahrerassistenzsystemen ausgestattet.
Als Antrieb standen zwei V6-Ottomotoren mit 3,3 und 3,8 Liter Hubraum (mindestens 232 kW/315 PS) und ein V8-Ottomotor mit 5,0 Liter Hubraum zur Verfügung. Der Fahrer kann zwischen den Fahreinstellungen Sport, Eco, Smart und Individual wählen. Das Fahrwerk hat vorn und hinten Mehrlenkerachsen sowie adaptive Dämpfer.

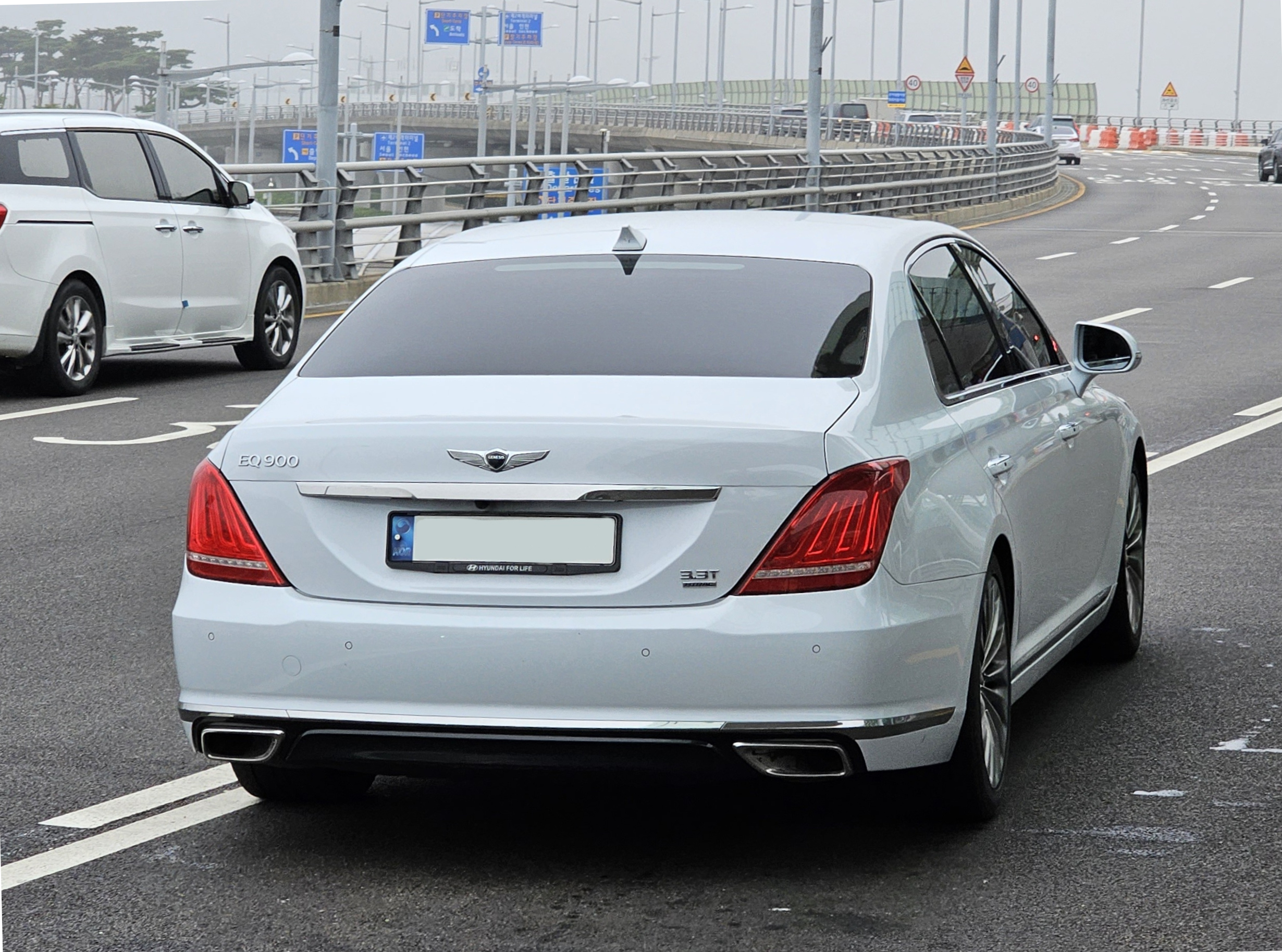
Heckansicht
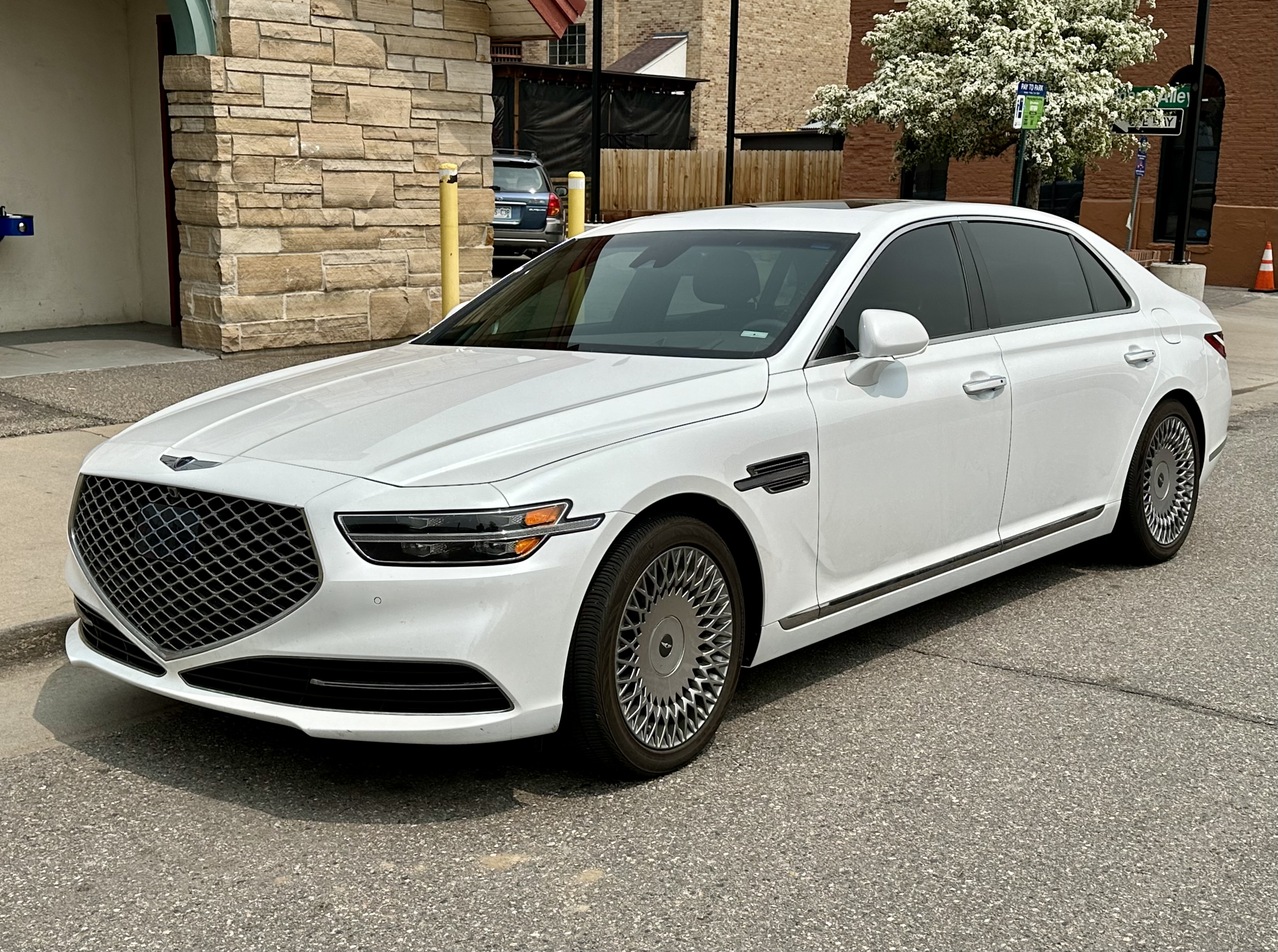
Genesis G90, 2019–2022
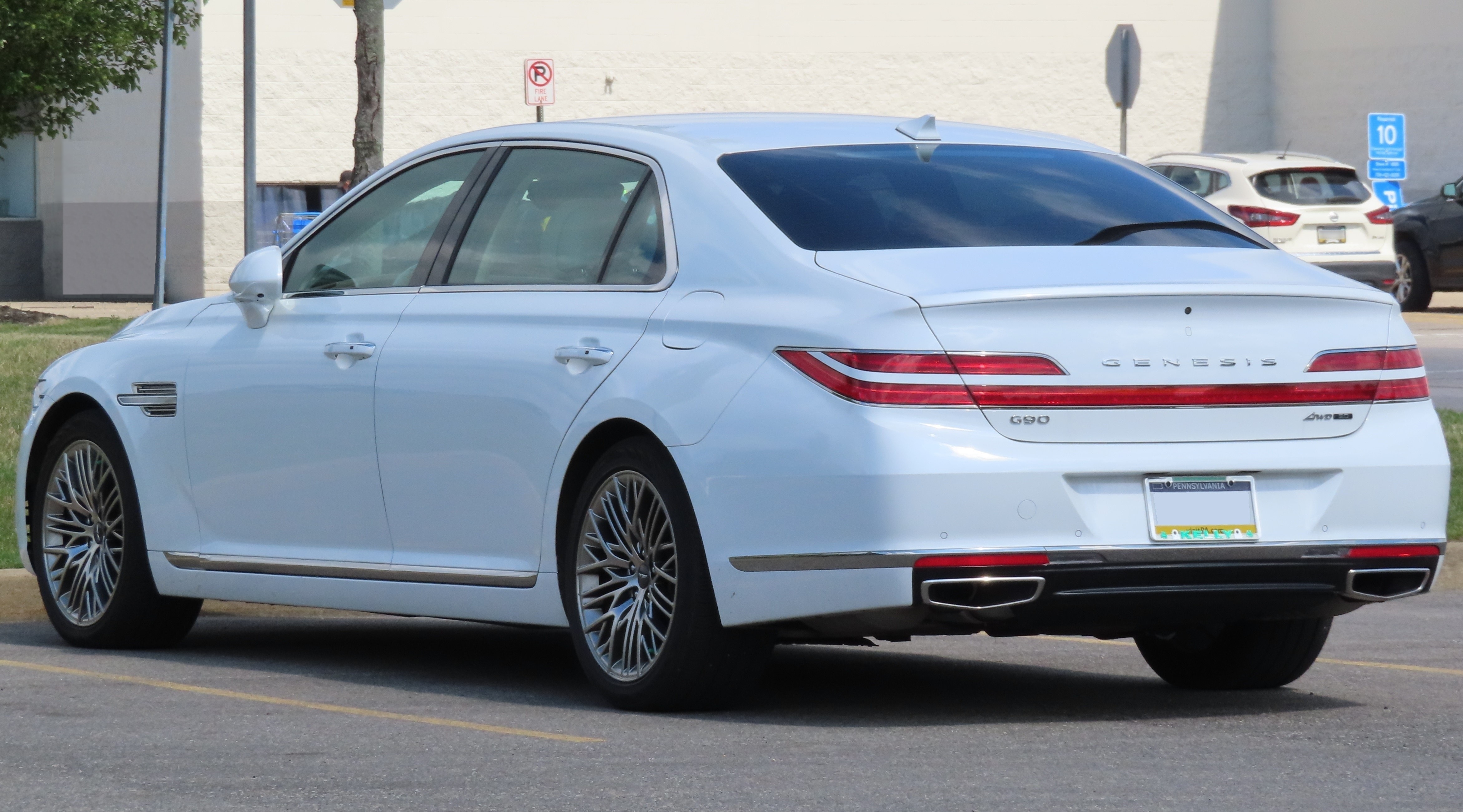
Heckansicht
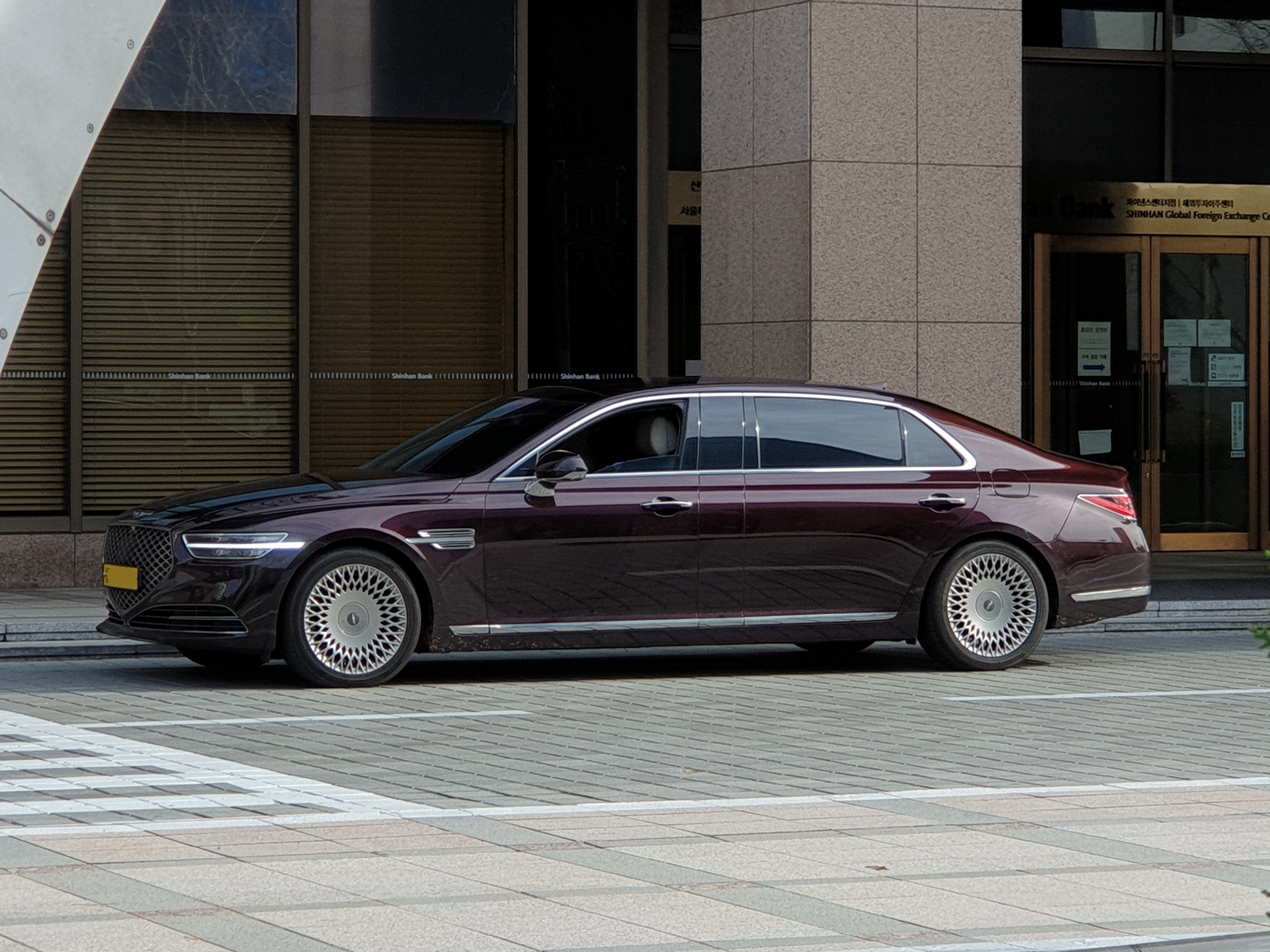
Genesis G90L, 29 cm mehr Radstand und Außenlänge, 2019–2022
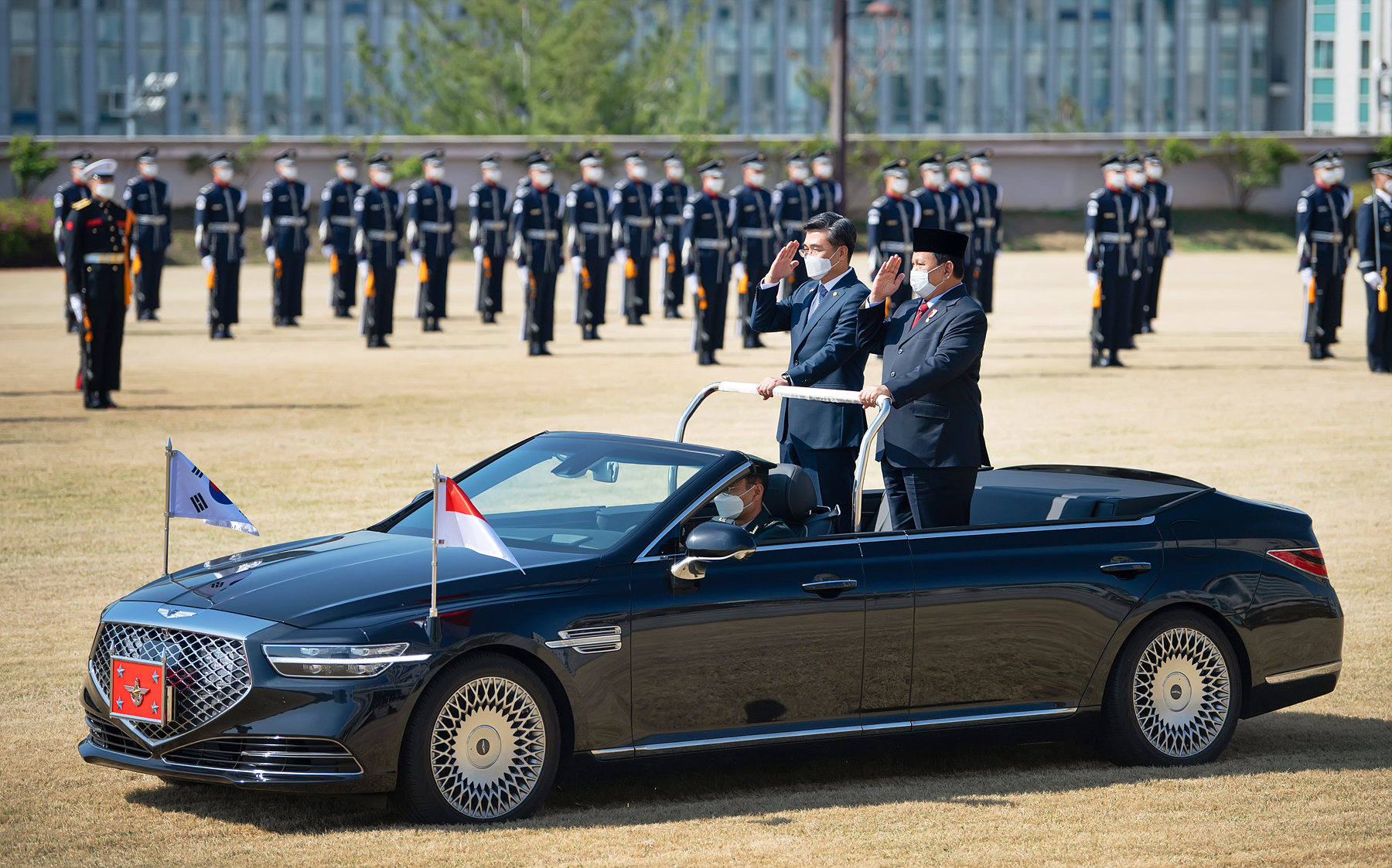
Langversion, offen als Staatskarosse in Korea, 2019–2022
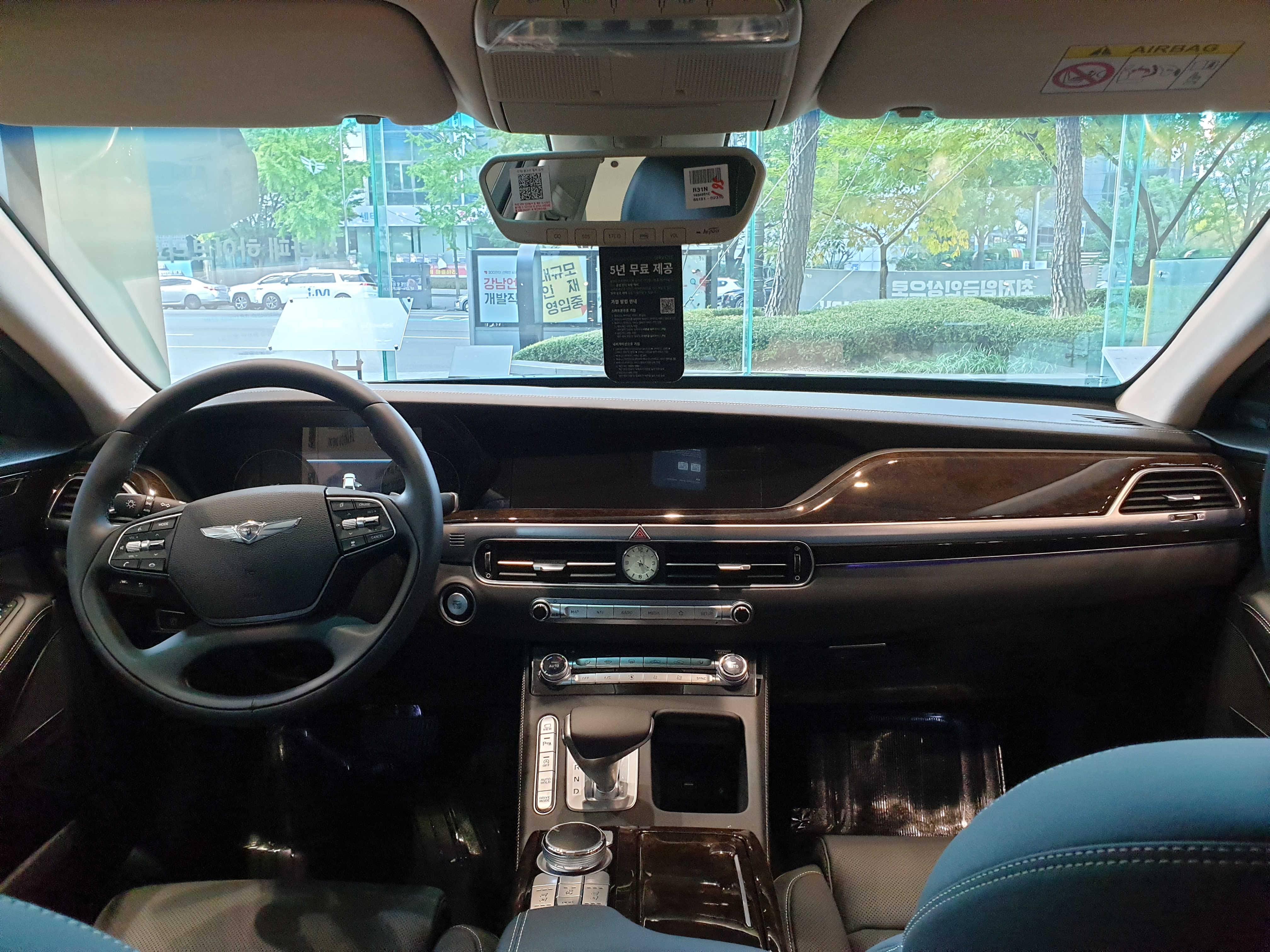
Innenraum vorn, 2019–2022

### Technische Daten
|                                             | 3.3T GDi                          | 3.8 GDi                  | 5.0 GDi                  |
| Bauzeitraum                                 | 2016–2022                         | 2016–2022                | 2016–2022                |
| Motorkenndaten                              |                                   |                          |                          |
| Motortyp                                    | V6-Ottomotor mit zwei Turboladern | V6-Ottomotor             | V8-Ottomotor             |
| Hubraum                                     | 3342 cm³                          | 3778 cm³                 | 5038 cm³                 |
| max. Leistung bei min−1                     | 272 kW (370 PS) / 6000            | 232 kW (315 PS) / 6000   | 304 kW (413 PS) / 6000   |
| max. Drehmoment bei min−1                   | 510 Nm / 1300–4500                | 391 Nm / 5000            | 505 Nm / 5000            |
| Kraftübertragung                            |                                   |                          |                          |
| Antrieb                                     | Hinterradantrieb                  | Hinterradantrieb         | Hinterradantrieb         |
| Antrieb auf Wunsch                          | Allradantrieb                     | Allradantrieb            | Allradantrieb            |
| Getriebe, serienmäßig                       | 8-Gang-Automatikgetriebe          | 8-Gang-Automatikgetriebe | 8-Gang-Automatikgetriebe |
| Messwerte                                   |                                   |                          |                          |
| Höchstgeschwindigkeit                       | 240 km/h                          | 240 km/h                 | 240 km/h                 |
| Beschleunigung, 0–100 km/h                  | 6,2 s                             | 6,9 s                    | 5,7 s                    |
| Kraftstoffverbrauch auf 100 km (kombiniert) | 12,0 l Super                      | 11,6 l Super             | 12,1 l Super             |
| Leergewicht                                 | 2265 kg                           | 2155 kg                  | 2325 kg                  |

## Zweite Generation (seit 2022)
Die zweite Generation wurde am 30. November 2021 präsentiert. Genesis’ aktuelle Gestaltung mit zweigeteilten Leuchteinheiten wurde auch für dieses Modell weitergeführt. 2022 wurden in Südkorea rund 23.000 Fahrzeuge abgesetzt. Am 13. Juli 2023 wurde auch der Verkaufsbeginn in Europa angekündigt. Hier wird das Modell aber nur in Deutschland und der Schweiz importiert, wobei die Vermarktung Mitte 2025 wieder eingestellt werden soll. Der Preis entspricht ungefähr dem der deutschen Konkurrenzmodelle.
Mit den Modellen X Gran Coupé und X Gran Convertible präsentierte Genesis im April 2025 auf der Seoul Mobility Show zwei zweitürige Konzeptfahrzeuge auf Basis des G90.

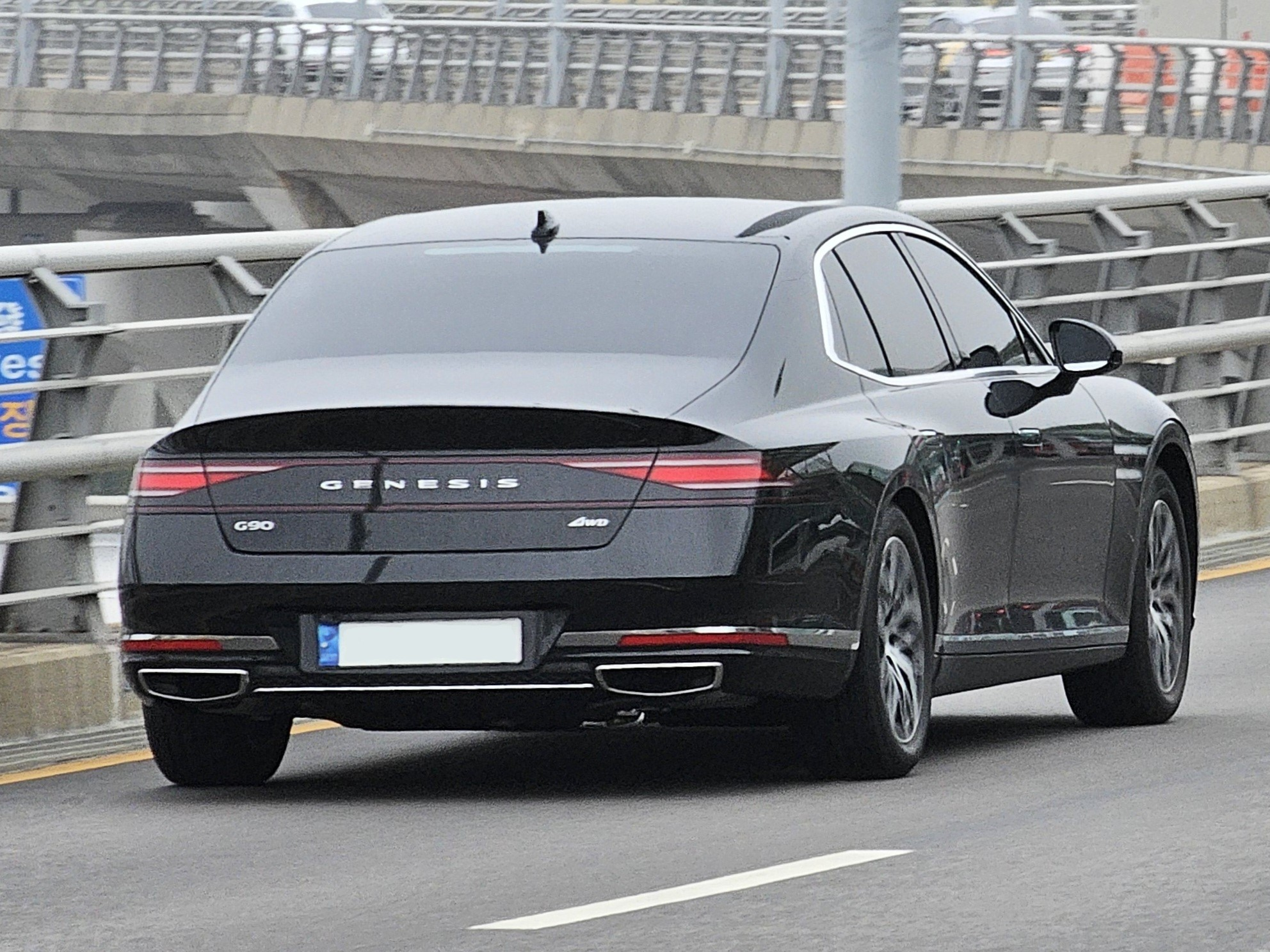
Heckansicht
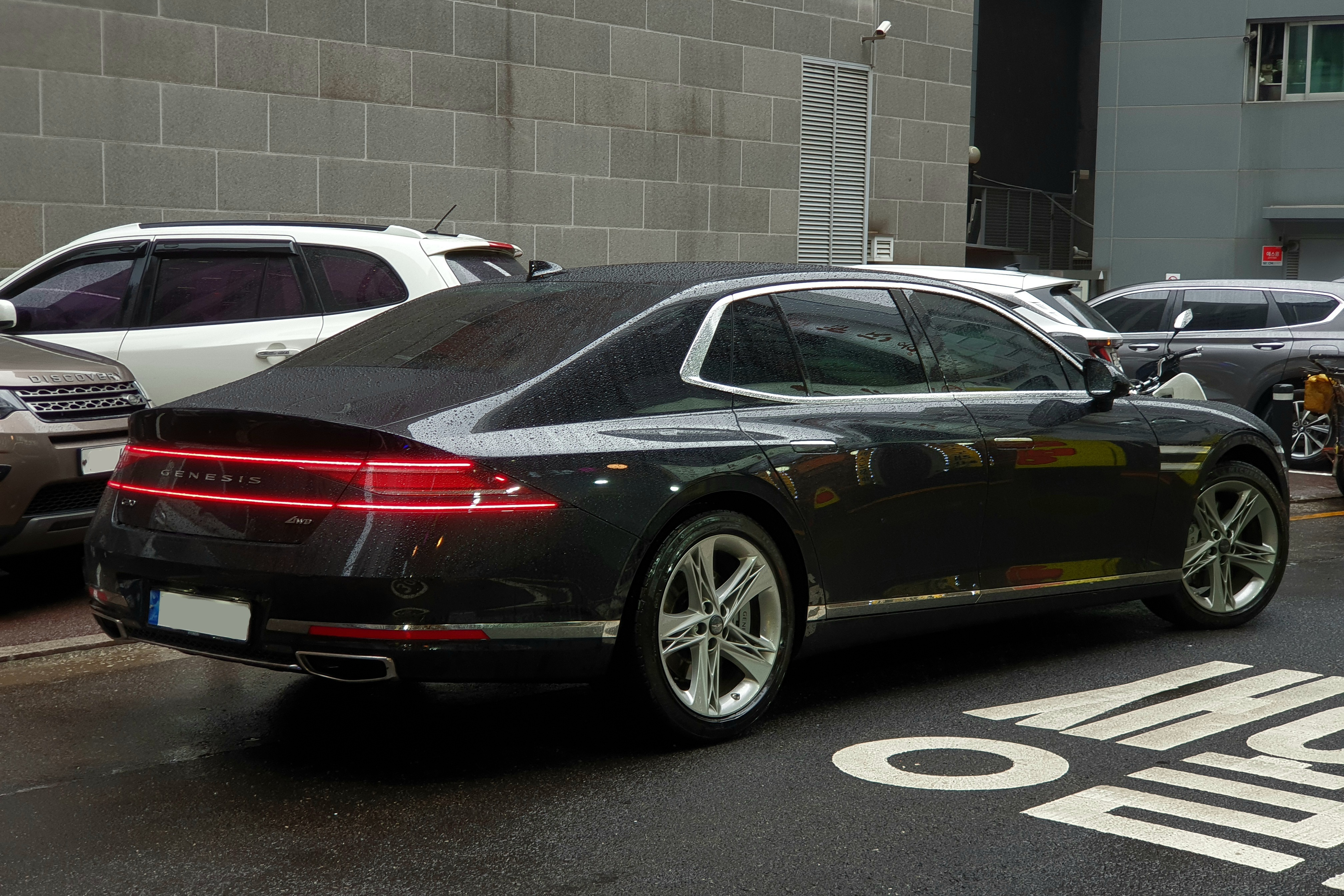
Heck mit Lichtsignatur
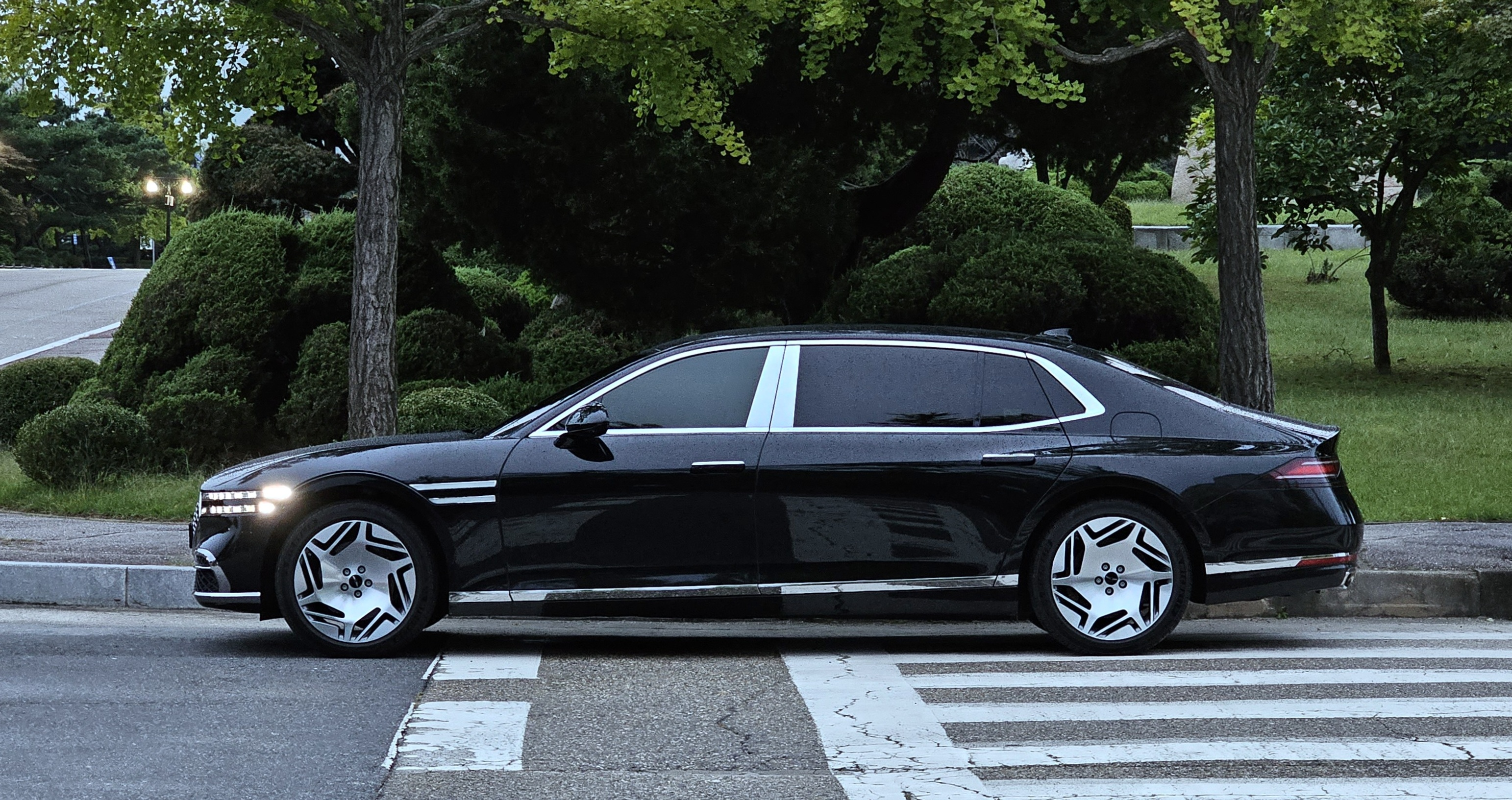
Genesis G90 LWB, 19 cm mehr Radstand und Außenlänge
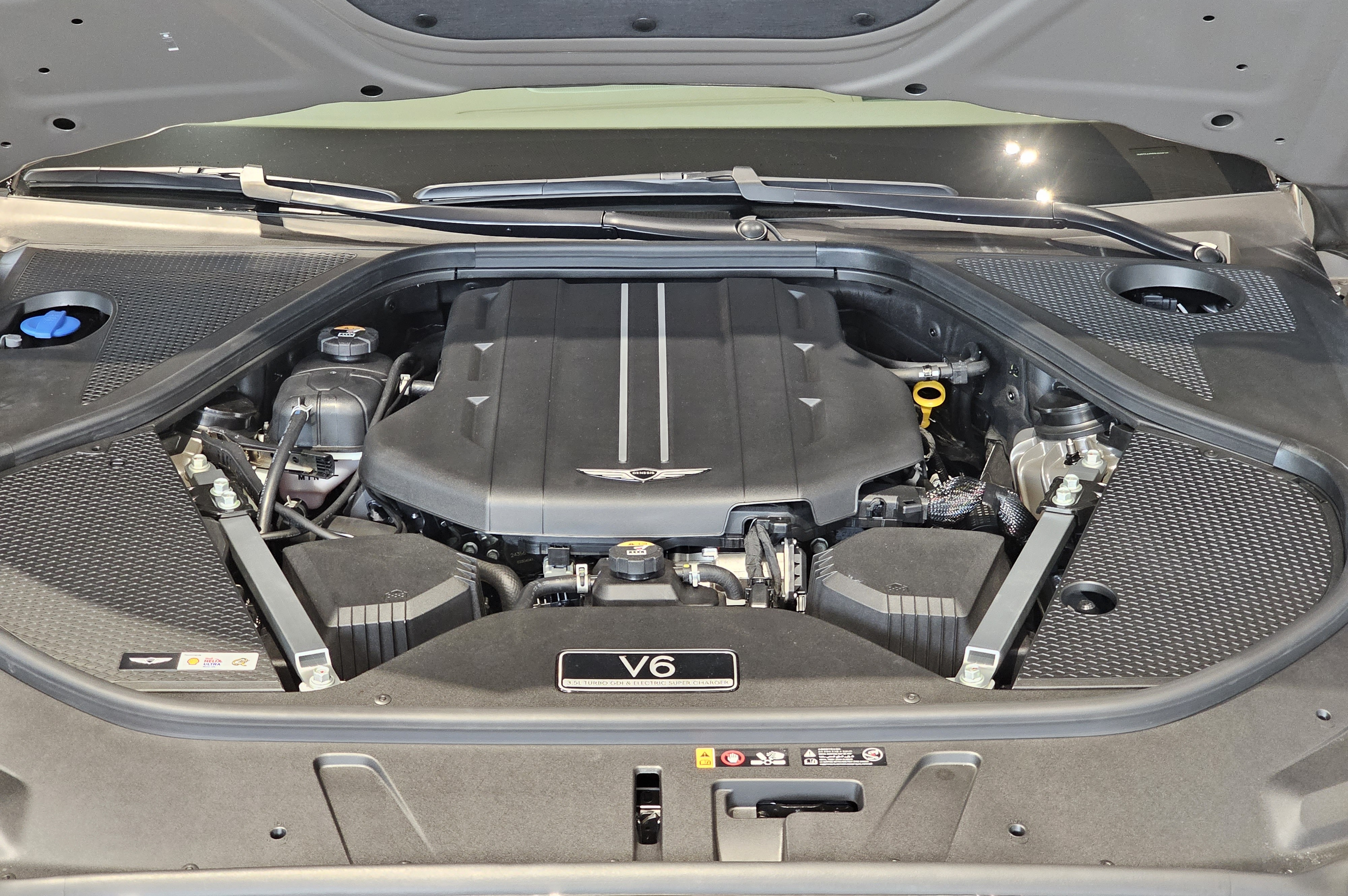
Motorraum
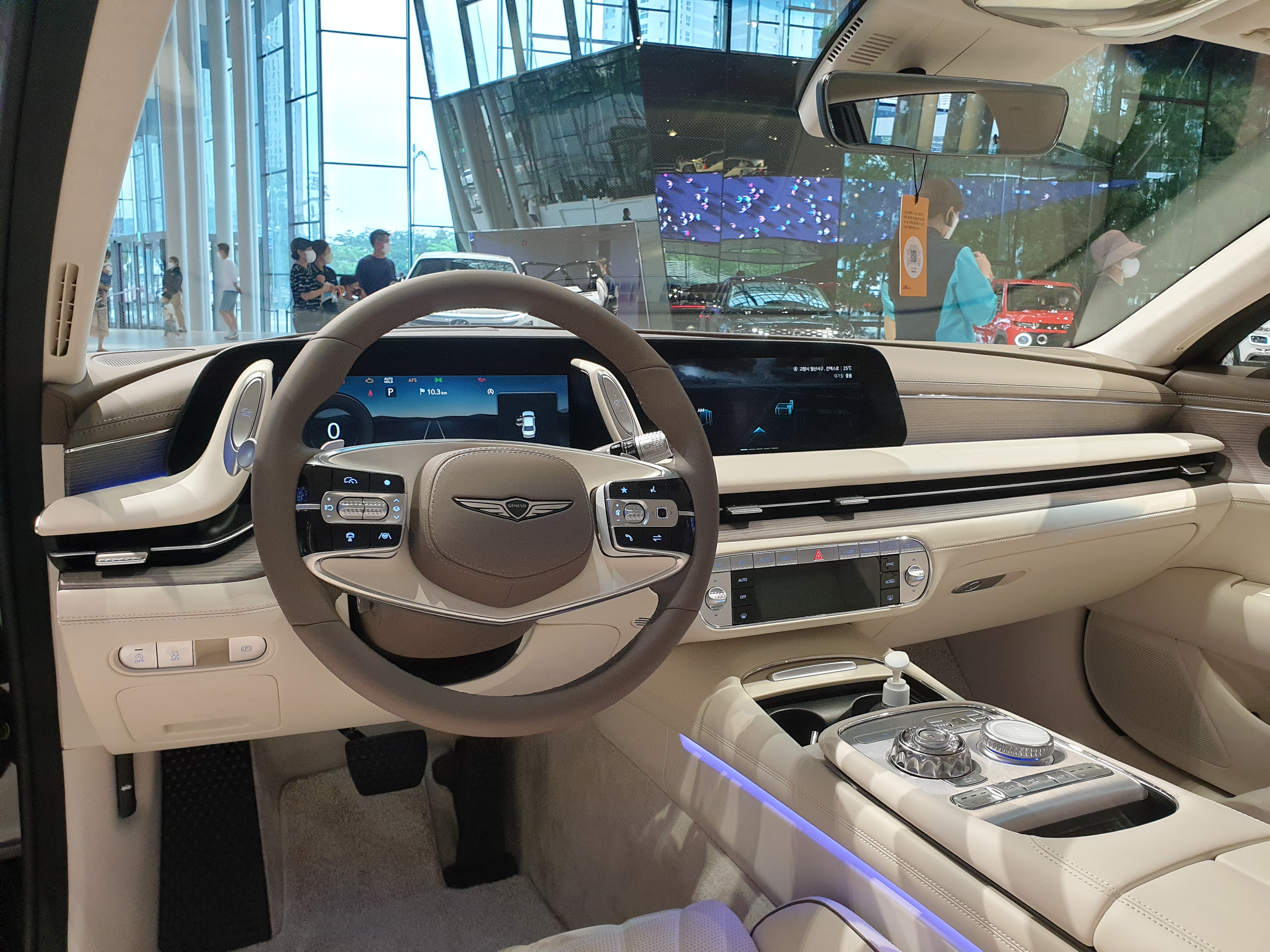
Innenraum vorn
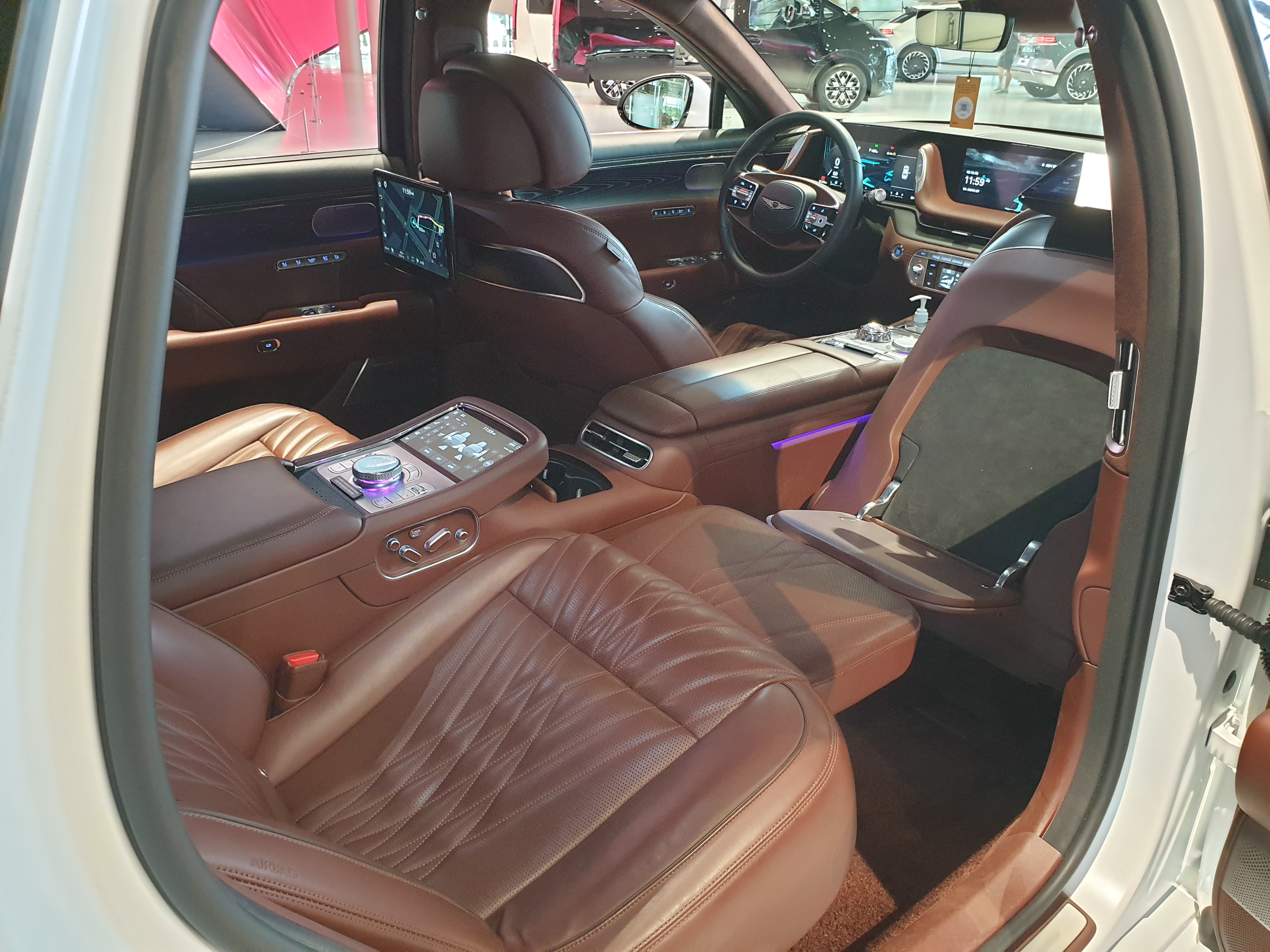
Fond mit „V. I. P.“-Sitz

### Technik
Auch die neue Generation ist mit zwei Radständen erhältlich. Die Langversion hat 19 cm mehr Radstand und ist 165 kg schwerer. Als Motorisierung kommt nur noch ein 3,5-Liter-Twin Turbo-V6-Ottomotor mit 279 kW (380 PS) und 530 Nm Drehmoment zum Einsatz. Außerdem gibt es die Motorisierung zusätzlich mit einem 48-Volt-Mild-Hybrid-System, wobei dieses in der Langversion und in Europa Serie ist. Dieser Motor übertrifft den V8 der ersten G90-Generation in Leistung und Drehmoment. Der G90 als kürzere Version mit der in Europa erhältlichen Motorvariante kann 100 km/h aus dem Stand in 5,2 Sekunden erreichen, die Langversion benötigt 0,2 Sekunden länger. Das Fahrwerk ist luftgefedert und wertet Kamerabilder aus, um die Dämpfer rechtzeitig passend zur Wegoberfläche einzustellen. Das beinhaltet das Absenken der Karosserie bei höheren Geschwindigkeiten, um den Luftwiderstand zu mindern. Weiter ist, in der Standardlänge gegen Aufpreis, eine Allradlenkung verfügbar. Um Fahrgeräusche zu reduzieren, hat der G90 Reifen mit Schaumstoff-Füllung und eine doppelte Verglasung.
Das Soundsystem wurde mit Harman und Bang & Olufsen entwickelt; es hat 1700 Watt und 23 Lautsprecher, wovon zwei bei Benutzung aus dem Armaturenbrett ausfahren und drei weitere am Dachhimmel eingebaut sind. Wie im überarbeiteten Vorgängerfahrzeug nutzt es eine Störgeräusch-Kompensation ähnlich Noise Cancelling bei Kopfhörern. Weiter kann es die Akustik verschiedener Konzerthäuser simulieren. Es hat eine japanische Audio-Zertifizierung. Außerdem können Düfte ausgewählt werden. Die AGR-zertifizierten Sitze sind belüftet und haben unter anderem eine Massagefunktion, ebenso hinten rechts die einstellbare Fußstütze.

#### Technische Daten
|                                             | G3.5 T-GDi (1)                    | G3.5 T-GDi e-S/C                                      | G3.5 T-GDi e-S/C LWB                                  |
| Bauzeitraum                                 | seit 2022                         | seit 2022                                             | seit 2022                                             |
| Motorkenndaten                              |                                   |                                                       |                                                       |
| Motortyp                                    | V6-Ottomotor mit zwei Turboladern | V6-Ottomotor mit zwei Turboladern und 48-V-Kompressor | V6-Ottomotor mit zwei Turboladern und 48-V-Kompressor |
| Hubraum                                     | 3470 cm³                          | 3470 cm³                                              | 3470 cm³                                              |
| max. Leistung bei min−1                     | 279 kW (380 PS) bei 5800/min      | 305 kW (415 PS) bei 5800/min                          | 305 kW (415 PS) bei 5800/min                          |
| max. Drehmoment bei min−1                   | 530 Nm bei 1300–4500/min          | 549 Nm bei 1300–4500/min                              | 549 Nm bei 1300–4500/min                              |
| Kraftübertragung                            |                                   |                                                       |                                                       |
| Antrieb, serienmäßig                        | Hinterradantrieb                  | Hinterradantrieb                                      | Allradantrieb                                         |
| Antrieb, optional                           | Allradantrieb                     | Allradantrieb                                         | —                                                     |
| Getriebe, serienmäßig                       | 8-Gang-Automatikgetriebe          | 8-Gang-Automatikgetriebe                              | 8-Gang-Automatikgetriebe                              |
| Messwerte                                   |                                   |                                                       |                                                       |
| Höchstgeschwindigkeit                       | 250 km/h                          | 250 km/h                                              | 250 km/h                                              |
| Beschleunigung, 0–100 km/h                  | 5,9 s                             | 5,2 s                                                 | 5,4 s                                                 |
| Kraftstoffverbrauch auf 100 km (kombiniert) | 10,8–12,0 l Super                 | 11,0–12,0 l Super                                     | 12,2 l Super                                          |
| Leergewicht                                 | 2025–2110 kg                      | 2210–2240 kg                                          | 2295–2345 kg                                          |

### Zulassungszahlen in Deutschland
Seit dem Marktstart bis einschließlich Dezember 2024 sind in der Bundesrepublik Deutschland insgesamt 42 Genesis G90 in Deutschland neu zugelassen. Alle hatten Allradantrieb.
|  |

|  |

|  |

|  |

|  |

|  |

|  |

|  |

|  |

|  |

|  |

|  |

|  |

|  |

|  |

|  |

|  |

|  |

|  |

|  |

|  |

|  |

|  |

|  |

|  |

|  |

|  |

|  |

|  |

|  |

|  |

|  |

|  |

|  |

|  |

|  |

|  |

|  |

|  |

|  |

|  |

|  |

|  |

|  |

|  |

|  |

|  |

|  |

|  | Benziner (1) |

|  | Benziner (1) |

|  | Benzin-Hybrid (41) |

|  | Benzin-Hybrid (41) |